# Aitor Córdoba
Aitor Córdoba Querejeta (Bilbao, Vizcaya, 21 de mayo de 1995) es un futbolista español que juega en la demarcación de defensa central para el Burgos CF de la Segunda División de España.

## Biografía
Aitor llegó a la cantera de la SD Leioa, en 2010, con 15 años. En la temporada 2013-14 el técnico David Movilla le hizo debutar en Tercera División, cuando apenas era un juvenil. Además, logró el ascenso a Segunda B en su primera campaña. En 2015 rechazó incorporarse al Bilbao Athletic, en el que jugaba su hermano Íñigo, porque priorizó sus estudios universitarios. El 15 de mayo de 2016 consiguió su primer tanto en Segunda B, que sirvió para evitar el descenso directo en la última jornada ante el Real Unión (0-1). En total, permaneció seis campañas en el club, siendo capitán las tres últimas y disputando cerca de 200 encuentros.
En junio de 2019 se incorporó al Burgos CF. Dos años después, logró el ascenso a Segunda División tras derrotar al Bilbao Athletic en la final por el ascenso.

## Clubes
| Club      | País   | Año       |
| --------- | ------ | --------- |
| SD Leioa  | España | 2013-2019 |
| Burgos CF | España | 2019-Act  |

## Vida personal
Sus hermanos Asier (2000) e Íñigo (1997) también son futbolistas profesionales.